# Jassini csata
A jassini csata  egy első világháborús csata volt, amelyre 1915. január 18–19-én került sor Jassinnál, a brit kelet-afrikai határ német kelet-afrikai oldalán a gyarmat fegyveres erői (Schutztruppe) , valamint brit és indiai csapatok között. Jassint a britek foglalták el, hogy biztosítsa a határt Brit Kelet-Afrika és a német terület között, de gyengén védte egy négy indiai csapatból álló helyőrség, amelyet Raghbir Singh ezredes vezetett, és valamivel több mint 300 embert számlált. Raghbir Singh ezredest megölték a csata során. A német parancsnok, Paul von Lettow-Vorbeck úgy döntött, hogy megtámadja Jassint, hogy megakadályozza a további veszélyt Tangára, amely több mint 50 kilométerre délre feküdt, és amelyet korábban sikeresen megvédtek egy brit támadással szemben. Közvetlenül azután, hogy a brit haderő megadta magát, Hanson és Turner brit kapitányokat Lettow-Vorbeckhez vitték. Ő gratulált nekik a város védelméhez, mielőtt elengedte őket azzal az ígérettel, hogy nem fognak többé részt venni a háborúban.

## Utóhatás

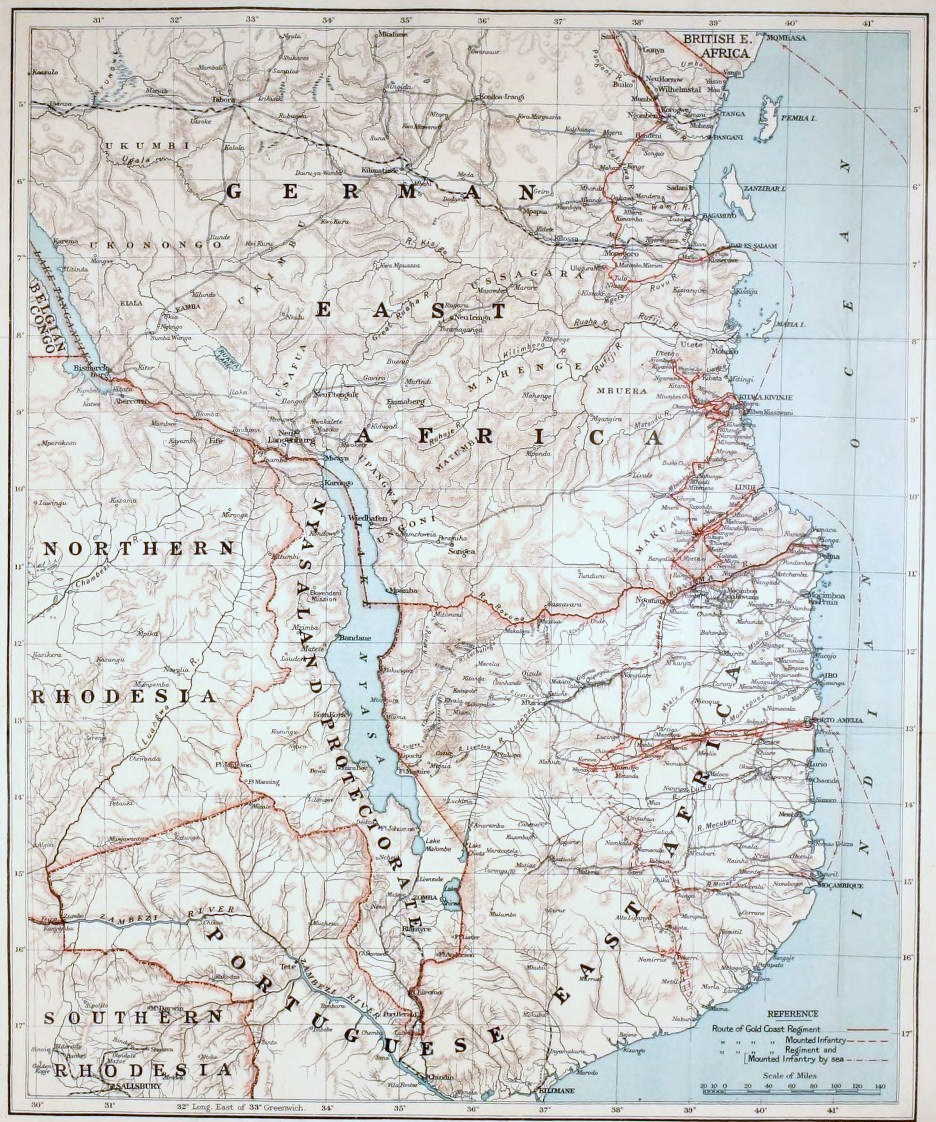
Kelet-Afrika

Michael Tighe dandártábornok túl későn érkezett, néhány órával az átadás után, hogy támogassa a briteket Jassinnál. Bár a brit haderő megadta magát, Lettow-Vorbeck felismerte, hogy a német tiszt- és lőszerveszteségek szintje azt jelenti, hogy ritkán engedheti meg magának az ilyen nagyszabású konfrontációt, és ehelyett gerillaháborút kell alkalmaznia. A britek válasza az volt, hogy visszavonják és koncentrálják erőiket, hogy csökkentsék kockázataikat és megkönnyítsék a védelmet. Ennek eredményeként a német kelet-afrikai inváziót egy ideig elhalasztották.